# Tanjung Pandan (Kaur Tengah)
Tanjung Pandan is een bestuurslaag in het regentschap Kaur van de provincie Bengkulu, Indonesië. Tanjung Pandan telt 470 inwoners (volkstelling 2010).